# Аугсбургское исповедание

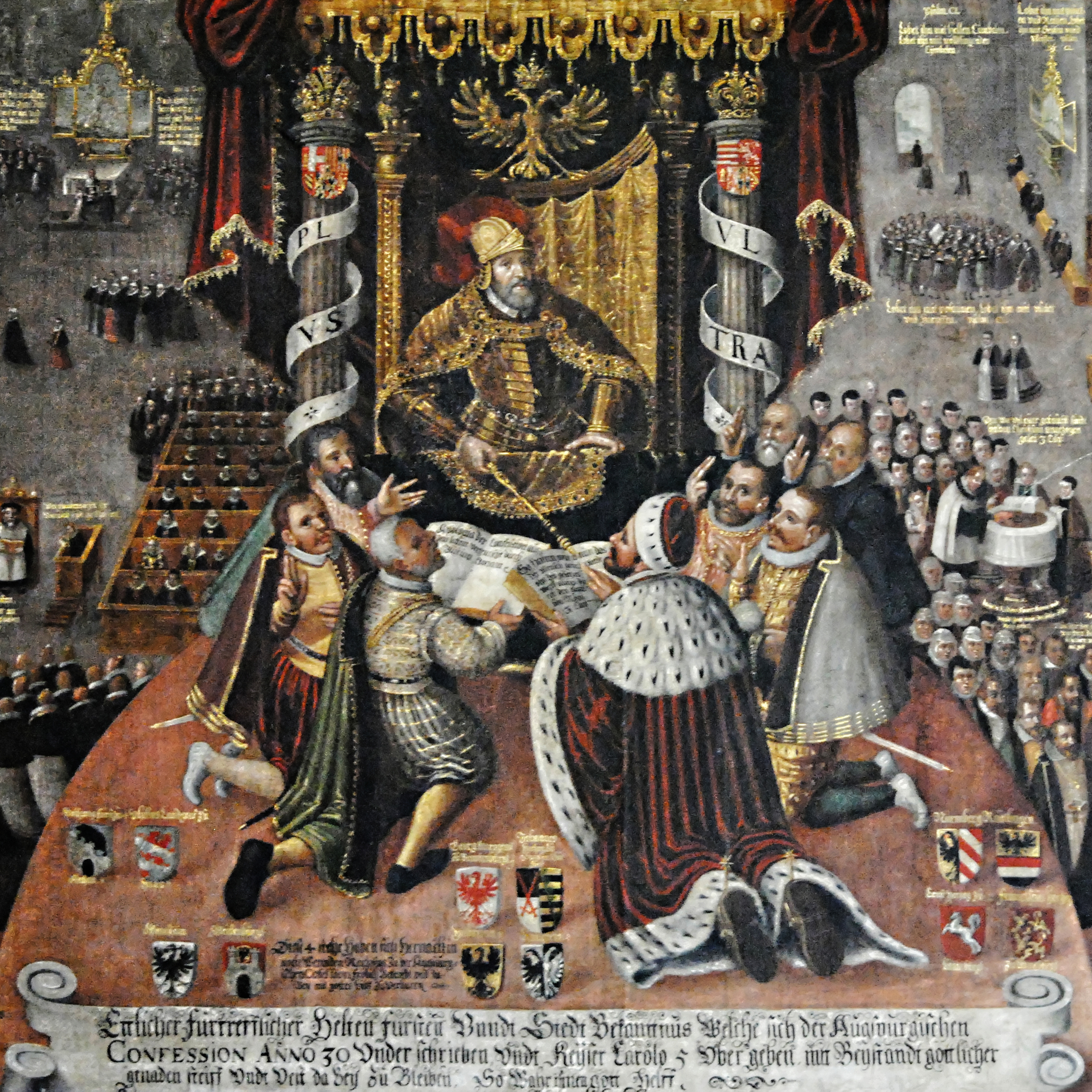
Середина исповедального образа в церкви Святого Иоанна в Швайнфурте, конец XVI — начало XVII веков, вручение императору Аугсбургского исповедания

А́угсбургское испове́дание (лат. Confessio Augustana, нем. Augsburger Bekenntnis) — важнейший символ веры Лютеранской церкви. Был составлен Меланхтоном и одобрен Лютером как изложение исповедания веры Лютеранской церкви. Документ был представлен императору Карлу V на рейхстаге в Аугсбурге 25 июня 1530 года, вошедшем в историю как Аугсбургский рейхстаг. Исповедание было отклонено императором Карлом и рейхстагом. Католики в ответ написали папское опровержение (Confutatio Pontificio), а от лица православных ответил константинопольский патриарх Иеремия II.
В ответ на опровержение (Confutatio) впоследствии была написана Апология Аугсбургского исповедания.

## Содержание
Аугсбургское исповедание состоит из 28 вероучительных положений (статей, артикулов).
| Артикул | Название                                      | Описание |
| ------- | --------------------------------------------- | --- |
| I       | О Боге                                        | Прежде всего, согласно постановлениям Никейского собора (325 г.) мы учим и настаиваем на том, что существует одно Божественное Существо, именуемое Богом, Которое во истину и есть Бог; и все же, в этом Едином Божественном Существе суть три Ипостаси (три Лица), каждая из которых равно могущественна и равно вечна: Бог Отец, Бог Сын и Бог Дух Святой. Все три суть Единое Божественное Существо, вечное, нераздельное, неограниченное, обладающее неизмеримым могуществом, мудростью, и благостью, — Единый Творец и Вседержитель всего видимого и невидимого. Под словом «Ипостась» понимается не часть или свойство чего-нибудь другого, а нечто самостоятельное, подобно тому, как отцы Церкви употребляли это понятие в данном случае. Посему мы отвергаем все ереси, противоречащие этому артикулу, как манихейскую, принимающую двух богов, злого и благого, так и валентинианскую, арианскую, евномианскую, мусульманскую и всех, думающих подобно им. Отбрасываем мы ересь епископа Самосатского, как старую, так и новую, признающих лишь одну ипостась, а относительно двух других ипостасей, «Слова» и «Святого Духа», изощренно измышляющих, что они-де не «различные ипостаси », а что «Слово» означает не что иное как разговорное (в ориг.: телесное) слово и голос, а Святой Дух — есть якобы сотворенное движение в тварях. |
| II      | Первородный грех                              | Далее мы учим, что после грехопадения Адама (Быт. 3) все естественно рождаемые люди зачинаются во грехе, т. е. что все они с материнской утробы склонны ко злу и по своему естеству не могут иметь страха Божия и истинной веры в Бога. Кроме того, мы учим, что это прирожденное зло, этот первородный грех есть истинно грех и посему он обрекает всех, не получивших второго рождения через Крещение и Святого Духа, вечному гневу Божию. Тем самым отвергаются пелагиане и все, не признающие первородный грех грехом и утверждающие возможность собственными силами сделать человеческое естество угодным Богу (в ориг.: благочестивым) и тем самым презирающие страдания и заслуги Христа. |
| III     | О Сыне Божием (Иисус Христос)                 | Далее мы учим, что Бог Сын вочеловечился, будучи рожден от непорочной девы Марии. Два естества, Божественное и человеческое нераздельно соединены тем самым в одном Лице: Един Христос, истинный Бог и истинный человек, истинно рожденный, страдавший, распятый, умерший и погребенный; Он Жертва, принесенная не только за первородный грех, но и за все иные грехи, умилостививший гнев Божий; сей Христос сошел в царство смерти (в ориг.: во ад), и воистину воскрес в третий день из мертвых, и вознесся на небеса, и сидит одесную Отца, Его же царствию над всеми тварями не будет конца; Он освящает, очищает, укрепляет и утешает Духом Святым всех, кто в Него верует; Он Податель жизни и всяческих даров и благ, Он Защитник и Оградитель от диавола и греха; и, как сказано в Апостольском символе веры, сей Господь Христос грядет судить живых и мертвых. |
| IV      | Об оправдании                                 | Далее мы учим, что прощение грехов и оправдание перед Богом недостижимо нашими заслугами, делами и умилостивляющими (в ориг.: удовлетворяющими) Бога действиями. Напротив, мы получаем прощение грехов и оправдание перед Богом ради Христа по благодати через веру, если мы веруем, что Христос пострадал за нас, и что Его ради нам прощаются грехи наши, даруются праведность и жизнь вечная. Эту веру Бог принимает и вменяет в праведность перед Ним, как сказано в 3-й и 4-й главах Послания апостола Павла к Римлянам (подробно см. Рим. 3:21 и Рим. 4:5). |
| V       | О проповедническом служении                   | Дабы мы обрели эту веру, Бог установил проповедническое служение, дал Евангелие и Таинства. Через эти средства Бог дарует Духа Святого, Который пробуждает веру у слушающих Евангелие, где и когда Он возжелает. Евангелие учит, что Бог милостив к нам по заслугам Христа, а не по нашим заслугам, если мы в это веруем. Мы отвергаем перекрещенцев и других, утверждающих, что мы стяжаем Духа Святого без внешнего Слова Евангелия, посредством собственных трудов, собственных мыслей и усилий (в ориг.: дел). |
| VI      | О новом послушании                            | Также мы учим, что вера эта должна приносить добрые плоды и добрые дела, и что следует совершать много добрых дел, заповеданных Богом, ибо Он этого желает. Но нельзя уповать на то, что посредством добрых дел можно снискать благодать перед Богом. Ибо оставление грехов и праведность мы получаем через веру во Христа, по слову Его: «Когда исполните все повеленное вам, говорите: “Мы рабы ничего не стоящие”» (Лук. 17:10). Тому же учат и отцы Церкви, как например, Амвросий: «Так решено у Бога, что тот спасен будет, кто верует во Христа, и что ему оставляются грехи не по делам его, а лишь по вере, без собственных заслуг». |
| VII     | О Церкви                                      | Также мы учим, что во все времена есть и будет единая, святая, христианская Церковь. Она есть собрание всех верующих, где неискаженно проповедуется Евангелие, и согласно Евангелию преподаются святые Таинства. Ибо для истинного единства христианской Церкви достаточно, если Евангелие проповедуется единодушно, с правильным пониманием, а Таинства преподаются согласно Слову Божию. Посему для истинного единства христианской Церкви нет нужды в соблюдении повсюду одинаковых, установленных людьми церковных порядков — по слову апостола Павла к Ефесянам: «Одно тело и один Дух, как вы и призваны к одной надежде вашего звания; один Господь, одна вера, одно крещение» (Еф. 4:4). |
| VIII    | Что есть Церковь?                             | Христианская Церковь есть ничто иное как собрание всех верующих и святых. Но в этой жизни, среди благочестивых людей есть много ложных христиан, лицемеров и явных грешников. И все же Таинства остаются действенными и в том случае, если священники, преподающие их, не благочестивы. Сам Христос сказал: «На Моисеевом седалище сели книжники и фарисеи...» (Мф. 23:2). Посему мы отвергаем донатистов и всех иных, учащих иначе. |
| IX      | О крещении                                    | О Крещении мы учим, что оно необходимо и что через него даруется благодать. Следует также крестить детей, которые в Крещении поручаются Богу и принимаются Им (в ориг.: становятся богоугодными). Поэтому мы отвергаем перекрещенцев, учащих, что Крещение детей неправильно. |
| X       | О Вечере Господней                            | О Вечере Господней мы учим, что истинное Тело и истинная Кровь Христа воистину присутствуют во святом Причастии под видом хлеба и вина, в нем преподаются и принимаются. Посему нами отвергаются противоположные учения. |
| XI      | Об исповеди                                   | Об исповеди мы учим, что следует сохранить в Церкви даваемое каждому в отдельности разрешение грехов, а не упразднять его. Правда, нет необходимости перечислять во время исповеди все дурные поступки и грехи, ибо сие невозможно: «Кто усмотрит погрешности свои?» (Пс. 19:13). |
| XII     | О покаянии                                    | О покаянии мы учим, что те, кто согрешил после Крещения, получают прощение грехов всякий раз, когда они каются. Церковь не должна отказывать им в разрешении грехов. Истинное и правильное покаяние есть по сути ничто иное, как раскаяние, сожаление или сокрушение о грехе, но одновременно и вера в Евангелие и в отпущение грехов, а именно в то, что грех прощен, и мы обрели благодать благодаря Христу. Эта вера утешает сердце, поселяет в нем мир. После этого надлежит исправиться и оставить грехи, ибо это и есть плоды покаяния — по слову Иоанна: «Сотворите же достойный плод покаяния» (Мф. 3:8). Тем самым отвергаются те, кто учит, что люди, единожды обретшие веру, больше не совершают грехов. Отвергаются тем самым и последователи Новациана, отказывавшие в разрешении от грехов тем, кто согрешил после Крещения. Отвергаются и те, кто учит не тому, что прощение грехов получается по вере, а что нужно умилостивить (в ориг.: удовлетворить) Бога своими собственными действиями. |
| XIII    | Об употреблении таинств                       | Об употреблении Таинств мы учим, что Таинства установлены не только как внешние знаки, по которым можно распознавать христиан, а как знамения и свидетельства божественной воли относительно нас. Таинства призваны пробуждать и укреплять нашу веру. Посему они предполагают наличие веры и правильно употребляются лишь в том случае, если они принимаются с верой, а вера, в свою очередь, укрепляется ими. |
| XIV     | О церковном служении                          | О церковном служении (в ориг.: о церковном управлении) мы учим, что никто в Церкви не должен публично учить или проповедовать или преподавать Таинства, не будучи призванным к тому в законном порядке. |
| XV      | О церковных порядках                          | О церковных порядках, установленных людьми, у нас учат, что надлежит сохранять те из них, которые можно соблюсти без греха и которые служат поддержанию мира и добропорядка в Церкви, как то: определенные дни отдыха, праздничные дни и тому подобное. Но при этом подчеркивается, что не следует отягчать совесть верующих утверждением, будто все это необходимо для спасения. Кроме того мы учим, что все постановления (в ориг.: положения) и традиции, установленные людьми с целью умилостивить Бога и заслужить благодать, противоречат Евангелию и учению о вере во Христа. Посему монашеские обеты и иные предписания относительно постной пищи, постных дней и т. д., с помощью соблюдения которых люди рассчитывают заслужить благодать и искупить свои грехи, бесполезны и противоречат Евангелию. |
| XVI     | О государственном и общественном порядке      | О государственном и общественном порядке (в ориг.: о полиции и светском управлении) мы учим, что всякая власть в мире, государственное юридическое устройство и законы — от Бога и являются установленным добропорядком. Христиане могут без греха возлагать на себя государственную ответственность (в ориг.: власть), быть князьями и судьями, соответственно императорским и другим действующим законам, выносить приговоры, наказывать преступников мечом, вести законные войны и сражаться в них, возбуждать судебные процессы, покупать и продавать, приносить необходимую присягу, владеть собственностью, вступать в брак и т. д. Тем самым осуждаются анабаптисты, отвергающие все вышеперечисленное как нехристианское. Также отвергаются те, кто учит, что христианское совершенство заключается в оставлении дома и двора, жены и детей, в отречении от всего этого, а ведь истинное совершенство — это праведный страх Божий и благочестивая вера в Бога. Ибо Евангелие учит не внешнему, преходящему, а внутреннему и праведности сердца. Оно не упраздняет мирскую власть, государственное устройство и брак, а желает сохранения всего этого как истинного порядка Божия, дабы в этих сферах жизни (в ориг.: сословиях, состояниях) проявлялась христианская любовь и творились праведные добрые дела, каждым, в области его призвания. Поэтому христиане обязаны повиноваться во всем властям, их предписаниям и законам, но не впадая при этом в грех. Если же предписаниям правящих невозможно следовать, не возлагая на себя из-за этого греха, должно повиноваться больше Богу, нежели человекам. (Деян. 5:29). |
| XVII    | О втором пришествии и о Суде                  | Также мы учим, что Господь наш Иисус Христос явится в день Страшного суда дабы судить и воскресить мертвых, даровать верующим и избранным жизнь вечную и вечное блаженство, а безбожников и бесов осудить на ад, на вечное наказание. Поэтому отвергаются перекрещенцы, учащие, что бесы и осужденные не будут терпеть вечных мук и страданий. Также осуждаются здесь и некоторые жидовствующие учения, появившиеся в наши дни, согласно которым до воскресения мертвых истинно святые и благочестивые люди создадут земное царство и уничтожат всех безбожников. |
| XVIII   | О свободной воли                              | О свободной воле мы учим, что человек в некоторой степени обладает свободной волей: он может внешне вести порядочную жизнь и принимать собственное решение в вопросах, доступных здравому рассудку. Но без благодати, помощи и действия Святого Духа человек не может стать угодным Богу, не может в сердце своем ощущать страх Божий, либо веровать в Бога, как не может он и вырвать из своего сердца прирожденную тягу ко злу, — это совершается силой Духа Святого, даруемого через Слово Божие. Ибо апостол Павел так говорит в 1-м Послании к Коринфянам: «Душевный человек не принимает того, что от Духа Божия...» Чтобы внести ясность, что мы не учим здесь ничему новому, добавим ясные слова Августина о свободной воле: «Мы исповедуем, что все люди обладают свободной волей. Ведь у них есть естественный, прирожденный ум и рассудок, но не для того, чтобы достичь чего-либо в отношении Бога, как к примеру, от всего сердца любить или бояться Его. Напротив, они обладают свободой выбора между добром и злом только во внешних вопросах этой жизни. Под добром я подразумеваю то, что можно делать от природы, как к примеру, трудиться или не трудиться в поле, есть, пить, идти или не идти к другу, одевать или снимать одежду, строить, заключать брак, заниматься ремеслом, либо совершать тому подобные полезные и добрые дела. Но и все это существует и держится не без Бога, напротив же, все это проистекает из Него и благодаря Ему. Напротив же, человек может по своему выбору творить и зло, как к примеру, поклоняться идолу, совершать убийство и т. д.» |
| XIX     | О происхождении греха                         | О происхождении греха у нас учат так: хотя Бог Всемогущий сотворил все существующее и сохраняет его, противная (в ориг.: обратная) Богу воля производит в злых людях и богоненавистниках грех. Ибо то есть воля всех безбожников и дьявола, который, как только Бог отнял свою руку, обратился ко злу, как сказал Христос: «Когда говорит он ложь, говорит свое, ибо он лжец и отец лжи» (Ин. 8:44). |
| XX      | О вере и добрых делах                         | Нашим единомышленникам несправедливо приписывают, что они запрещают добрые дела. Но их писания о Десяти Заповедях и на другие темы доказывают, что они с готовностью говорят о христианском образе жизни и добрых делах и призывают к ним. Как раз раньше об этом учили недостаточно. Проповеди посвящались главным образом таким несерьезным и ненужным делам как перебиранию четок, почитанию святых, монашеской жизни, паломничествам, правилам о постах, церковным праздникам, братствам и т. д. Ныне же и наши противники более не придают столь важного значения этим ненужным делам. Кроме того, теперь они научились говорить о вере, о которой они в прошлом вообще не проповедовали. Так, сейчас они учат, что не одними делами мы оправдываемся перед Богом; они прибавляют к этому и веру в Иисуса Христа и говорят, что вера и дела оправдывают нас перед Богом. Это учение уже более утешительно, нежели поучение, согласно которому следует уповать лишь на дела. Поскольку же учение о вере, составляющее главную часть христианского бытия, — и в этом надлежит признаться — длительное время не было представлено, а повсюду проповедовалось лишь учение о делах, наши единомышленники стали учить следующее: Дела наши не могут примирить нас с Богом и снискать нам благодать, и то и другое совершается через веру, то есть если веруешь, что грехи наши прощаются нам Христа ради; Он один — Посредник, Который в состоянии умилостивить Отца. Тот, кто думает, что он может достичь этого своими делами и хочет таким образом обрести благодать, тот презирает Христа и ищет собственного пути к Богу, противоречащего Евангелию. Это учение о вере ясно и недвусмысленно проповедуется во многих местах апостолом Павлом, в особенности в Послании к Ефесянам 2:8 и след.: «Ибо благодатью вы спасены через веру, и сие не от вас, Божий дар: не от дел, чтобы никто не хвалился» и т. д. То, что мы не ввели здесь никакого нового понимания, явствует также из писаний Августина (354—430). Он подробно говорил об этом и также учил, что через веру во Христа мы обретаем благодать и будем оправданы перед Богом, а не через дела. Об этом толкует все творение Августина «О Духе и букве». Хотя это учение обычно презирается несведующими людьми, все же выясняется, что оно весьма утешительно и целительно воздействует на слабую и запуганную совесть. Ибо совесть не может успокоиться и обрести мир посредством добрых дел, а единственно лишь через веру. Через веру она приобретает уверенность, что благодаря Христу у нее есть милостивый Бог — по слову апостола Павла в Послании к Римлянам 5:1: «Оправдавшись верою, мы имеем мир с Богом.» Это утешение раньше не проповедовалось, вместо этого бедную совесть побуждали к собственным делам, и люди принимались за разные дела: некоторых совесть толкала в монастыри, в надежде на то, что там, посредством монастырской жизни удастся обрести благодать. Иные изобретали себе другие дела, через которые они стремились заслужить себе благодать и искупить свои грехи. Но многие из них однако потом узнали, что таким путем им не удастся обрести мир. Поэтому возникла необходимость проповедовать и настоятельно распространять ее, эту веру во Христа, дабы все знали: Божия благодать обретается лишь верою — без собственных заслуг. Кроме того, мы учим, что при этом речь идет не о той вере, которую имеют даже бесы и безбожники, также верящие в истинность рассказов о страданиях и воскресении Христа из мертвых. Напротив, речь идет об истинной вере которая уповает на то, что через Христа мы обретаем благодать и прощение грехов. Тот же, кто знает, что благодаря Христу он имеет милостивого Бога, тот также знает Бога, призывает Его и не живет без Бога как язычник. Ибо в учение о прощении грехов бесы и безбожники не верят. Поэтому они и против Бога, они не могут призывать Его и уповать на получение добра от Него. Подобно тому, как мы здесь изложили, говорится о вере и в Священном Писании. Под верой оно понимает не знание, которое имеют и бесы и безбожники; так, к примеру, в 11-й главе Послания к Евреям апостол учит о вере, что вера предполагает не одно лишь знание библейских повествований, а наличие доверия к Богу и принятие Его обетования. Августин напоминает нам, что употребляемое в Священном Писании слово «вера» мы должны понимать как уверенность в том, что Бог милостив к нам, а не как знание библейских рассказов, известных также и бесам. Далее мы учим, что следует и должно делать добрые дела, но не в расчете заслужить ими благодать, а совершая их Бога ради и во славу Божию. Вера всегда охватывает только благодать и прощение грехов; а коль скоро через веру даруется Святой Дух, то и сердце становится способным совершать добрые дела. Ибо пока в сердце нет Святого Духа, оно еще слишком слабо и пребывает во власти дьявола, подстрекающего бедное человеческое естество ко многим грехам. Примером тому служат философы, пытавшиеся жить честно и благонравно. Но им это не удалось, и они впадали во многие великие, явные грехи. Так происходит с человеком, живущим без истинной веры и без Святого Духа, ведомым одной лишь собственной человеческой силой. Посему наше учение о вере нельзя упрекать в том, что оно якобы запрещает добрые дела; скорее оно заслуживает похвалы за то, что оно учит совершать добрые дела и предлагает помощь и совет, как придти к таким добрым делам. Ибо без веры и без Христа человеческая природа и человеческие способности слишком слабы, чтобы совершать добрые дела, призывать Бога, терпеливо переносить страдания, любить ближнего, исполнять свое служение, блюсти послушание, избегать разврата и т. д. Такие поистине добрые и праведные дела не могут совершаться без помощи Христа, как Он Сам говорит в Евангелии от Иоанна 15:5: «Без Меня не можете делать ничего.» |
| XXI     | О почитании святых                            | О почитании святых наши единомышленники учат, что святых надлежит вспоминать, дабы тем самым укреплялась вера наша, дабы мы видели, что им была ниспослана благодать и оказана помощь по их вере. Кроме того, нам должны служить примером их добрые дела, каждому в его жизненной сфере (в ориг.: призвании). Так, к примеру, император может со спокойной совестью (в ориг.: блаженно и по-божески), с именем Божиим следовать примеру Давида, когда он воюет с турками, ибо и на того и на другого возложено царское служение, требующее от них, чтобы они защищали и ограждали своих подданных. Но из Священного Писания нельзя доказать, что святых следует призывать или искать у них помощи. «Ибо един Бог и един Посредник между Богом и людьми, человек Христос Иисус» (1Тим. 2:5). Един Спаситель, един Первосвященник, Престол благодати и Заступник перед Богом (Рим 8:34). Он один обетовал нам, что Он услышит нашу молитву. Согласно Писанию, наивысшее богослужение состоит в том, чтобы во всех бедах и нуждах, от всего сердца призывать сего Иисуса Христа: «А если бы кто согрешил, то мы имеем Ходатая перед Богом, Иисуса Христа праведника» (1Ин. 2:1). |
|         | Заключение первой части                       | Эти артикулы представляют собой в общих чертах краткое изложение того вероучения, которое проповедуется и преподается в наших общинах (в ориг.: церквах) как для истинно христианского наставления и утешения совести, так и для исправления верующих. Ведь нам бы не хотелось подвергать опасности свою собственную душу и совесть перед Богом, злоупотребляя Словом и Именем Божиим или передать в наследство нашим детям и потомкам иное учение, чем то, которое соответствует чистому Слову Божию и христианской истине. Поскольку же это учение ясно основывается на Священном Писании и, кроме того, насколько это явствует из творений отцов Церкви, не противоречит вселенской и даже римской Церкви, мы предполагаем, что наши противники не могут не согласиться с нами по вышеприведенным артикулам. Поэтому те, кто пытается исключать, отвергать или избегать наших проповедников как еретиков, действуют весьма недружелюбно, жестоко и противно христианскому единству и любви. Ведь причина этого не может заключаться ни в какой заповеди Божией либо в Священном Писании. Расхождения (в ориг.: заблуждения) и споры возникают прежде всего из-за некоторых традиций и злоупотреблений. Поскольку же в главных артикулах нет недостатков, они достаточно обоснованы и это наше исповедание является богоугодным и христианским, епископам надлежало бы, действуя по справедливости, быть более снисходительными даже в том случае, если бы мы слишком мало придерживались традиции. К тому же, мы по правде говоря, надеемся, что нам удастся привести веские причины и основания, ввиду которых нам пришлось изменить некоторые традиции и отменить злоупотребления. Вторая часть. Артикулы о спорных моментах касательно упраздненных злоупотреблений Таким образом в вопросах веры мы не учим в наших общинах (в ориг.: церквах) ничему, что бы противоречило Священному Писанию либо было бы направлено против вселенской христианской Церкви. По сути, были отменены лишь некоторые злоупотребления, распространившиеся отчасти со временем сами по себе, а отчасти введенные насильно. Поэтому мы считаем необходимым перечислить эти злоупотребления и изложить причины, по которым эти изменения были допущены. Ваше императорское Величество смогут увидеть отсюда, что при этом мы вовсе не действовали не по-христиански или святотатственно, а были вынуждены по заповеди Божией, которая выше всяких преданий, допустить эти изменения. |
| XXII    | О преподании таинства Причастия в двух видах. | Мирянам Причастие преподается у нас в двух видах, ибо таковы суть ясное поручение и заповедь Христа: «Пейте от нее все» (Мф. 26:27). Здесь Христос ясными словами повелевает, чтобы все пили из Чаши. Дабы никто не смог оспорить этих слов и истолковать их так, что это позволено якобы лишь священникам, апостол Павел указывает в Первом послании к Коринфянам 11:20, что вся община в Коринфе вкушала от Хлеба и пила из Чаши (в ориг.: употребляла оба вида). Этот обычай долго практиковался в Церкви, как это видно из истории и творений отцов Церкви. (...) Поэтому недопустимо было отягчать совесть тех, кто стремится получить святое Таинство согласно установлению Христа и заставлять верующих действовать вопреки распоряжениям Господа нашего Иисуса Христа. |
| XXIII   | О священстве и браке                          | Во избежание скверного явления прелюбодеяния и других видов разврата некоторые из наших священников женились. Они обосновывают это тем, что их толкнул на этот шаг и побудил к этому большой конфликт с собственной совестью. Ибо Священное Писание недвусмысленно свидетельствует, что брак был установлен Господом Богом во избежание блуда. Так, апостол Павел говорит: «Во избежание блуда, каждый имей свою жену...» (1Кор. 7:2) и «Лучше вступить в брак, нежели разжигаться» (1Кор. 7:9). Христос, прекрасно сознававший, что посильно человеку, словами «не все вмещают слово сие» (Мф. 19:11), поясняет, что лишь немногие обладают даром безбрачия (в ориг.: целомудрия), ибо «сотворил Бог человека (...), мужчину и женщину сотворил их» (Быт. 1:27). (...). Итак, коль скоро Слово Божие и Его заповеди не могут быть изменены никакими человеческими обетами и законами, по этой и другим причинам священники и иные духовные лица стали заключать брак. Из истории и творений святых отцов Церкви можно также доказать, что в христианской Церкви издревле существовал обычай, по которому священники и диаконы были женаты. (...) Как ни один человеческий закон не в силах отменить или изменить заповеди Божией, так и никакой обет не может изменить Божией заповеди. Поэтому Киприан (скончался в 258 году) дает совет, чтобы женщины, не могущие сдержать обета целомудрия, вступали в брак. |
| XXIV    | О мессе                                       | Наших единомышленников несправедливо упрекают в том, что они якобы отменили мессу. Но это очевидно, что месса служится у нас с большим благоговением и с большей серьезностью чем у наших противников — мы говорим это, не желая превозносить себя. Кроме того, людям вновь и вновь добросовестно разъясняется, для чего было установлено святое Таинство, и чему оно должно служить, а именно: во утешение смущенной совести. Тем самым мы поощряем людей к участию в Причастии и в мессе. Впрочем, в богослужебном порядке приходской мессы не было предпринято никаких существенных изменений, разве что в некоторых местах немецкие песнопения поются наряду с латинскими, дабы тем самым наставлять народ Божий и просвещать его. Ибо все, происходящее в богослужении, должно в первую очередь служить обучению народа тому, что он должен знать о Христе. (...) Вместе с тем мы отвергли отвратное заблуждение, согласно которому Господь наш Христос якобы — как учили — смертью Своей искупил лишь первородный грех и установил мессу как жертву за другие грехи. Тем самым месса была превращена в жертву за живых и мертвых, дабы ею снимать грехи и умилостивлять Бога. (...) Поэтому, вне всякого сомнения, было необходимо поучать людей, дабы все знали, как правильно употреблять Таинство. Во-первых, Священное Писание свидетельствует во многих местах, что нет иной жертвы за первородный грех и за все другие грехи кроме смерти Христа. Ибо в Послании к Евреям сказано: Христос раз и навсегда принес Себя в жертву и тем самым искупил все грехи. (...) Во-вторых, апостол Павел учит, что мы обретаем благодать Божию через веру, а не через добрые дела. В противоположность этому явным злоупотреблением мессой служит предположение, будто этим делом можно заслужить благодать, ведь известно, что мессу используют как средство избавления от грехов и получения от Бога благодати и всех благ. И священник может якобы достигнуть этого не только для самого себя, но и для всего мира и для других людей, живых и мертвых. В-третьих, святое Таинство было установлено не для того, чтобы приносить жертву за грехи, — ибо ведь эта Жертва уже была принесена, — а для того, чтобы пробуждать веру и утешать совесть. Так, через Таинство человек узнает, что через Христа ему обещана благодать и оставление грехов. Посему это Таинство предполагает наличие веры, его употребление без веры — тщетно. Следовательно, месса не есть жертва, позволяющая снять грехи с других людей, живых и мертвых, она должна быть общим Причастием, в ходе которого священник и все другие принимают Таинство лично для себя. Посему мы придерживаемся следующего порядка: в праздничные, а также иные дни, когда есть желающие подойти к Причастию, месса совершается и (Таинство) преподается тем, кто этого желает. Тем самым месса употребляется у нас правильно, по древнему церковному обычаю. |
| XXV     | Об исповеди                                   | Наши проповедники не отменяли исповеди. И у нас также принято не преподавать Таинство тому, кто не был предварительно опрошен и не получил отпущения грехов. При этом людям добросовестно разъясняют, как утешительно полученное прощение и как высоко следует ценить отпущение грехов. Ибо ведь не голос стоящего перед нами человека или его слово, а слово Самого Бога, отпускает грех. Отпущение происходит от имени Бога и по Его поручению. У нас с большим усердием учат, как утешительно и как необходимо поручение и полномочие к прощению для смущенной совести. Бог требует, чтобы мы верили этому обещанию прощения не менее, чем если бы с неба раздался Его собственный глас. Нам должно радостно воспринимать утешение, получаемое от отпущения грехов, мы должны знать, что этой верой мы обретаем прощение грехов. Раньше проповедники, много учившие об исповеди, не говорили ни единого слова об этих необходимых вещах, они лишь мучили совесть людей долгим перечислением грехов и разными видами удовлетворения, как то: индульгенции, паломничества и тому подобное. Многие из наших противников сами признают, что мы более верным образом говорим и пишем о правильном христианском покаянии, чем это делалось в течение продолжительного времени. Так, мы учим об исповеди, что не следует никого заставлять перечислять каждый грех в отдельности, ибо сие невозможно, как сказано в Псалтыри: «Кто усмотрит погрешности свои?» (Пс. 19:13). А Иеремия говорит: «Лукаво сердце человеческое более всего и крайне испорчено; кто сможет познать его?» (Иер. 17:9). Бедное человеческое естество так глубоко погрязло в грехах, что оно не в силах узреть и распознать их, а от прощения лишь тех грехов, которые мы в силах перечислить, нам было бы мало пользы. (...) И все же, наши проповедники усердно учат, что исповедь не следует отменять из-за самого главного и ключевого, содержащегося в ней — из-за отпущения грехов, далее ради утешения смущенной совести, а также по иным причинам. |
| XXVI    | О церковных обычаях                           | Раньше учили, проповедовали и писали, что предписания относительно еды и тому подобные установленные людьми обычаи (в ориг.: предания) служат получению благодати и искуплению грехов. По этой причине постоянно измышлялись все новые и новые правила постов, новые церемонии, новые постановления и тому подобное. За их соблюдением следили так упорно и неумолимо, будто они есть обязательное служение Богу, посредством которого обретается благодать и как будто их несоблюдение есть тяжкий грех. Отсюда в Церкви было совершено много вредных ошибок. Во-первых, этим были затемнены благодать Христова и учение о вере, со всей серьезностью проповедуемое нам в Евангелии. Оно решительно настаивает на необходимости высоко чтить заслуги Христа, а также указывает, что вера во Христа должна ставиться выше всех добрых дел. (...) Во-вторых, такие предания затемнили также и Божию заповедь, ибо они были поставлены выше Божией заповеди. Они одни считались проявлением христианской жизни: если кто-либо определенным образом служил богослужение, молился, постился и одевался, то это и называлось духовной христианской жизнью. Одновременно иные необходимые добрые дела оценивались как светские и бездуховные, в частности дела, совершаемые каждым в меру своего призвания: отец должен трудиться, чтобы прокормить жену и детей и воспитывать их в страхе Божием; мать должна рожать детей и ухаживать за ними; князь и все, облеченные властью (в ориг.: начальство) должны управлять землей и людьми и т. д. Такие Богом заповеданные дела считались светскими и несовершенными, в то время как соблюдение церковных обычаев торжественно объявлялось совершенным, святым делом. Посему такие обычаи и создавались без конца и без меры. В третьих, такие обычаи стали тяжелым бременем для совести. Ибо было совершенно невозможно соблюдать все эти обычаи, и, тем не менее, люди считали, что это было важно для Бога. (...) Поэтому мы учим, что соблюдением установленных людьми обычаев нельзя ни заслужить благодати, ни умилостивить Бога, ни искупить грехи. Поэтому их нельзя выдавать за необходимое служение Богу. (...) Ну а обвинение в адрес наших проповедников, что они якобы, подобно Ивиану (IV век), запрещают самодисциплину и аскетику (в ориг.: самобичевание и смирение), легко опровергнуть их трудами. Ибо они всегда проповедовали о святом Кресте, и о том, что христиане обязаны нести страдания и что в этом и состоит правильная, серьезная, а не выдуманная аскетика. Далее мы учим, что каждый обязан с помощью телесных трудов, таких как пост и другие, вести такую жизнь, которая сделала бы его неуязвимым для греха. Но он должен делать эти дела не для того, чтобы заслужить себе благодать. Эти телесные труды должны совершаться не по определенным дням, а постоянно. (...) Также наши единомышленники придерживаются многих религиозных предписаний и обычаев, как, к примеру, последования мессы, определенных песнопений, праздников и т. д., служащих поддержанию порядка в Церкви. При этом верующим разъясняют, что такое внешнее служение Богу не оправдывает человека перед Богом и что, не отягчая свою совесть, можно быть уверенным в том, что его опущение, если оно не ведет к соблазну, не есть грех. |
| XXVII   | О монашеских обетах                           | Всякое служение Богу, выдуманное и установленное людьми без Божией заповеди и повеления, с целью обретения Божественного оправдания и благодати, противно Богу и противоречит святому Евангелию и повелению Божию. (...) Но ведь, как известно, монахи учили и проповедовали, что созданные людьми духовные упражнения искупают грех и способствуют обретению Божественной благодати и оправдания. Но ведь это есть не что иное, как умаление славы благодати Христовой и отрицание праведности по вере. Отсюда же следует, что такие укоренившиеся обеты были лишь ложным, ненадлежащим служением Богу. Также и по этой причине они ни к чему не обязывают. Ибо безбожный обет, совершенный вопреки заповеди Божией, не обязателен и не действителен; подобно и церковные законы учат, что присяга не должна обязывать совершать грех. (...) Можно также прочесть много примеров того, как иные оставляют своих жен, детей или также общественное служение (в ориг.: управление) и уходят в монастыри. Это они называют удалиться от мира и искать жизнь более угодную Богу, чем жизнь других людей. Ведь все эти люди не могли знать, что Богу надлежит служить по заповедям, данным Им, а не по заповедям, придуманным людьми. Праведный и совершенный образ жизни опирается на заповеди Божии; опасен же образ жизни, не опирающийся на заповеди Божии. (...) Итак, мы видим, сколько безбожных убеждений и заблуждений связаны с монашескими обетами, они, якобы, оправдывают и делают праведными перед Богом, они якобы и есть образец христианского совершенства. (...) Но они представляют собой излишние дела, которые человек не обязан делать перед Богом. Поскольку все это ложно, бесполезно и выдумано от себя, монашеские обеты следует считать ненужными, все это делает их необязательными. |
| XXVIII  | О полномочиях епископов                       | О полномочиях епископов раньше писалось много и всякое, и некоторые смешивали при этом неподобающим образом полномочия епископов с проявлением светской власти (в ориг.: власти меча). (...) Поэтому наши проповедники и чувствовали себя обязанными, для успокоения совести, показать различие между духовными полномочиями и светской властью, владеющей мечом и исполняющей функции управления. Они также учат, что согласно заповеди Божией, обе формы управления (в ориг.: правления и силы) следует почитать и уважать как два высших дара Божия на земле. Поэтому у нас учат, что полномочие отпущения грехов (в ориг.: власть связывать и разрешать), т. е. епископское полномочие согласно Евангелию есть полномочие и поручение Божие проповедовать Евангелие, прощать и оставлять грехи, преподавать и употреблять Таинства. Ибо Христос послал Апостолов с поручением: «Как послал Меня Отец, так и Я посылаю вас. Примите Духа Святого! Кому простите грехи, тому простятся; на ком оставите, на том останутся» (Ин 20:21-23). Это полномочие прощать грехи, то есть епископское полномочие, осуществляется исключительно через учение и проповедь Слова Божия, а также посредством преподания Таинств многим или отдельно взятым верующим, как это соответствует призванию. Ибо при этом преподаются не земные блага (в ориг.: телесные), а непреходящие блага и ценности, как, к примеру, вечная праведность, Святой Дух и жизнь вечная. (...). Поскольку же полномочие Церкви и епископов состоит в преподавании вечных благ, оно никак не может быть помехой светской власти и правительству. Ибо светская власть имеет дело с совершенно иными вещами, чем Евангелие. Она оберегает не души людей, а защищает от внешней угрозы посредством меча и телесных наказаний их тела и имущество. Поэтому нельзя смешивать друг с другом и путать эти две власти — духовную и светскую. (...) Согласно Божественному праву епископское служение состоит в проповедовании Евангелия, в прощении грехов, разрешении вопросов учения, в осуждении учений, противоречащих Евангелию, в отлучении от церковной общины безбожников, богопротивная сущность которых очевидна, — это совершается не человеческой властью, а исключительно Словом Божиим. Здесь члены общины и члены Церкви обязаны оказывать послушание епископу по слову Христа: «Слушающий вас Меня слушает» (Лук. 10:16). Если же епископы учат, устанавливают или вводят что-нибудь, противоречащее Евангелию, то для нас вступает в действие заповедь Божия, повелевающая нам в таком случае оказывать им непослушание. (...) Наши единомышленники учат, что, как уже указывалось выше и как учит церковное право, епископы не имеют власти устанавливать или предписывать что-либо, противоречащее Евангелию. Издание законов и навязывание их, с намерением достичь тем самым оправдания грехов и снискать себе благодать, явно противоречит заповедям и Слову Божию. Ибо в случае, если мы осмелимся предположить, что соблюдением таких предписаний мы можем снискать себе благодать, опорочится честь заслуг Христа. (...) Отсюда и проистекают бесчисленные постановления, как-то: что, якобы, смертный грех, заниматься ручным трудом по праздникам, даже если это никого не вводит в соблазн, либо опускать предписанные молитвы по часам, либо, что определенные блюда якобы порочат совесть, что соблюдение постов — это доброе дело, примиряющее с Богом, что в определенном случае грех не может быть прощен, если тот, кто оставил за собой право прощения, не даст к этому полномочия, хотя ведь даже церковные законы не оставляют за собой права на сохранение на ком-нибудь вины, а говорят лишь о церковном наказании. (...) Ведь есть же ясные высказывания Священного Писания, запрещающие издавать такие постановления, с целью заслужить ими благодать Божию или представить их необходимыми для спасения. Апостол Павел указывает: «Итак никто да не осуждает вас за пищу или питие, или за какой-нибудь праздник, или новомесячие, или субботу: это есть тень будущего, а тело — во Христе» (Кол. 2:16). Или же: «Итак, если вы со Христом умерли для стихий мира, то для чего вы, как живущие в мире, держитесь постановлений: не прикасайся, не вкушай, не дотрагивайся? Это все истлевает от употребления. Эти заповеди и учения человеческие имеют только вид мудрости» (там же, стих 20 и сл.). (...) Ибо в христианстве следует придерживаться учения о христианской свободе и, в частности, того, что для оправдания нет надобности подчиняться закону, как пишет об этом апостол Павел к Галатам: «Итак стойте в свободе, которую даровал нам Христос и не подвергайтесь опять игу рабства» (Гал. 5:1). Ибо следует придерживаться главного момента Евангелия, что благодать Божию мы обретаем верой во Христа без наших заслуг, и не можем достичь ее таким служением Богу, которое установленно людьми. Какого же мнения следует придерживаться о воскресном дне и тому подобным установлениям и церемониям в Церкви? На это наши единомышленники отвечают: епископы или священники могут устанавливать порядок, дабы в Церкви все шло чинно, но не для того, чтобы таким образом обрести благодать Божию, а также не для того, чтобы тем самым искупить грехи или связать совесть; и соблюдение этих постановлений нельзя считать необходимым служением Богу или вменять во грех, если они нарушаются без соблазна. Так, апостол Павел в Первом послании к Коринфянам (1Кор. 11:5 и сл.) предписывает женщинам покрывать голову во время богослужения, а также призывает проповедников не пророчествовать во время богослужения всем вместе, а по порядку, один за другим. Христианской общине подобает следовать таким предписаниям во имя любви и мира и в подобных случаях послушно подчиняться епископам и священникам, дабы так блюсти порядок, чтобы не вызывать соблазна у других и чтобы в церкви не было беспорядка или неразберихи. Но это должно происходить так, чтобы не обременять совесть верующих утверждением, будто бы от этого зависит спасение и будто несоблюдение таких постановлений, даже если оно никому не идет во вред, представляет собой грех. Ведь никому не придет в голову, если это не вводит никого в соблазн, утверждать, что женщина грешит, если она выходит из дому с непокрытой головой. Также обстоит дело и с соблюдением воскресных дней, дней Пасхи и Пятидесятницы и иных подобных дней и праздников. Глубоко заблуждаются утверждающие, что соблюдение воскресного дня было введено взамен субботы как необходимое. Ибо Священное Писание отменило субботу и учит, что с момента откровения Евангелия все культовые правила Ветхого Завета могут быть опущены. Но поскольку нужно было установить какой-нибудь день, дабы народ Божий знал, когда ему надлежит собираться вместе, христианская Церковь определила для этого воскресенье, и все весьма охотно приняли это изменение, усматривая в нем образец христианской свободы, дабы люди знали, что соблюдение дня субботы или какого-либо иного дня не является настоятельно необходимым условием спасения. |

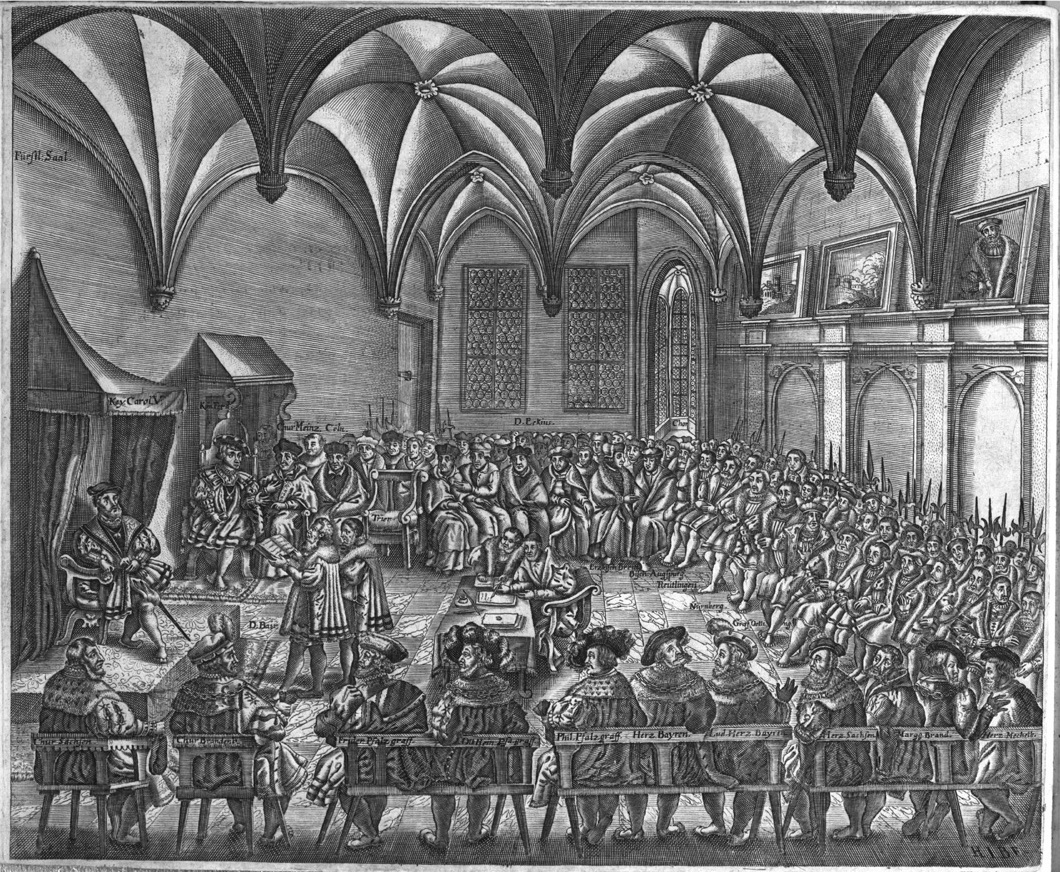
Аугсбургский рейхстаг

|         | Заключение                                    | Это и есть важнейшие артикулы по спорным вопросам. (...) Мы лишь перечислили все то, что сочли необходимым привести и отметить здесь, чтобы тем самым можно было бы лучше распознать, что у нас не было введено ничего нового — ни в учение, ни в церковный порядок (в ориг.: в церемонии), что противоречило бы Священному Писанию или вселенской христианской Церкви. Ибо общеизвестно, что нам с большим трудом и с Божией помощью, — мы подчеркиваем это, не желая превозносить себя, — удалось предотвратить проникновение в наши общины (в ориг.: церкви), укрепление и распространение в них какого-нибудь нового безбожного учения. |